# Serica lurida
Serica lurida är en skalbaggsart som beskrevs av Brenske 1898. Serica lurida ingår i släktet Serica och familjen Melolonthidae. Inga underarter finns listade i Catalogue of Life.